# WinCDEmu
WinCDEmu — утиліта з відкритим кодом для монтування образів дисків для операційної системи Microsoft Windows. Перший реліз відбувся 29 липня 2008 року. Встановлює драйвер пристрою для Windows, який дозволяє користувачеві монтовувати образи CD та DVD, а також працювати з ними, як з фізичними пристроями. Поширюється під ліцензією GNU LGPL.
Утиліта підтримує наступні формати: 
- ISO
- CUE
- NRG
- MDS/MDF
- CCD
- IMG
- BIN
- RAW

За інформацією офіційного сайту, WinCDEmu підтримує версії Windows від XP до 7 (Seven). Windows 2000 не підтримується. Існує портативна версія програми. WinCDEmu перекладено ~40 мовами світу. Станом на 27 червня 2016 також присутній повний переклад програми українською мовою.   